# 撒爾塔-卡爾梅克人
撒爾塔-卡爾梅克人，是衛拉特人一部，生活在吉爾吉斯伊塞克湖州，人口估計12000人。他們是準噶爾部後人，他們在同治陝甘回變失败後移入俄羅斯帝国，他們現在多数説吉爾吉斯語。他們現在已被當成吉爾吉斯人一個部落，也放棄藏傳佛教、接受伊斯蘭教。

## 歴史
他們一部分來自噶爾丹的士兵，一部分來自土爾扈特人。他們本來生活在新疆北部，但在1881年俄国交回伊犁後移民進入吉爾吉斯。他們多数生活在伊塞克湖州卡拉科爾和阿克蘇區，也有部分人生活在楚河州和比什凱克，他們主要生計是畜牧。